# Cierucha (rzeka)
Cierucha (biał. Церуха; ros. Терюха, Tieriucha; pol. hist. Teriucha, Cierucha) – rzeka na Białorusi, w obwodzie homelskim. Lewy dopływ Soży. Należy do zlewiska Morza Czarnego dorzecza Dniepru.

## Przebieg
Jej źródła znajdują się 2 km na południowy wschód od wsi Alchowaje, w rejonie dobruskim, w pobliżu granicy białorusko-ukraińskiej. Następnie rzeka płynie na zachód, przez część przebiegu wyznaczając granicę białorusko-ukraińską. Następnie wpływa na terytorium rejonu homelskiego, gdzie 3,5 km na zachód od miejscowości Cierucha uchodzi do Soży.
W górnym i środkowym biegu jest częściowo skanalizowana. 

## Główne dopływy
- Reutak
- Grabauka
- Piasoszańka